# 松尾又雄
松尾 又雄（まつお またお、1852年（嘉永5年11月）- 1901年（明治34年）8月9日）は、明治期の銀行家、政治家。衆議院議員。

## 経歴
肥後国玉名郡、のちの熊本県玉名郡伊倉村（伊倉町を経て現玉名市）で、豪族、熊本藩士の家に生まれた。
熊本県警部となる。熊本県会議員に選出された。1895年（明治28年）玉名銀行が設立され頭取に就任。また、肥後農工銀行取締役も務めた。
1898年（明治31年）8月、第6回衆議院議員総選挙（熊本県第2区、無所属）で当選し、衆議院議員に1期在任した。議員在任中の1901年8月に死去した。